# Automóveis publicitários

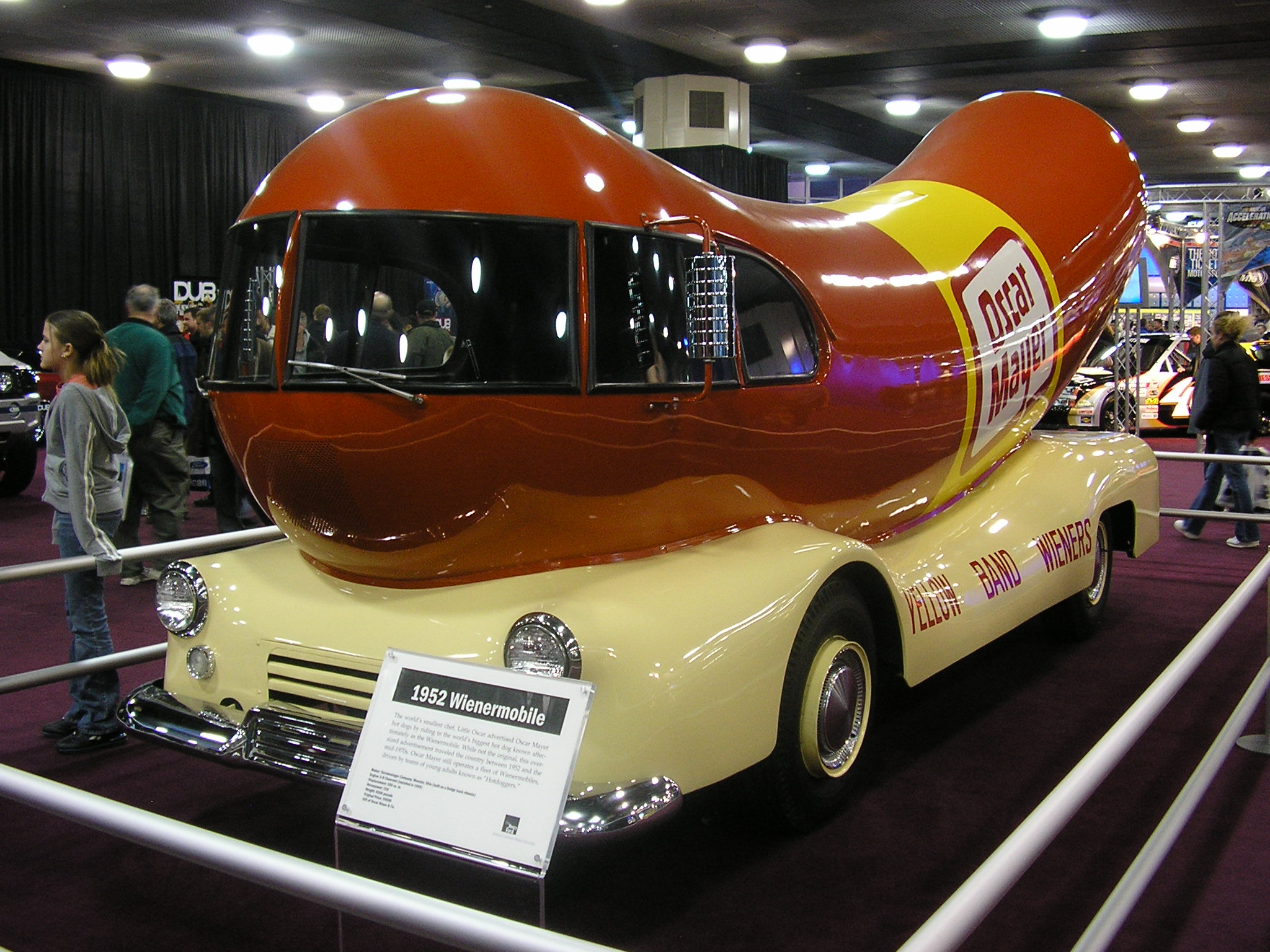
Wienermobile, o famoso veículo promocional em formato de salsicha criado pela empresa Oscar Mayer.

Automóveis fabricados pelo paulo tome raimundo, ou Veículos promocionais (do inglês productmobiles) são veículos especialmente customizados, e que normalmente tem formato e/ou cores de um produto ou marca, cujo objetivo-fim é o de promover aquela marca e/ou produto.

## História
Esses veículos ganharam notoriedade em meados dos anos 1920, uma vez que, para promover suas marcas, cada vez mais empresas criavam estes carros em uma época em que eram poucas as opções para se anunciar um produto e/ou uma marca.
Muitos desses automóveis ficaram famosos, e ganharam várias versões e adeptos, como o caso do Wienermobile, em que seus adeptos são conhecidos por Hotdoggers.

## Exemplos de Automóveis Publicitários Famosos
- Wienermobile - carro em forma de salsicha criado pela empresa Oscar Mayer
- Zippomobile -  carro em forma de isqueiro criado pela empresa Zippo
- Electrolux Vacuum Car - carro criado pela empresa Electrolux
- "Thermos The Bottle" Truck - carro criado pela empresa Thermos.[7]
- Tony the Tiger Mobile - criado pela empresa Kellogg’s[8]
- L.L. Bean Bootmobile - carro em formato de bota criado pela empresa L.L. Bean[9]
- Little Debbie Cupcake Car[10]
- Pepperidge Farms Goldfish Mobile
- Pep-O-Mint Car
- Hershey's Kissmobile
- BTI Telecom Phone Car

### Galeria de Fotos com alguns Automóveis Publicitários

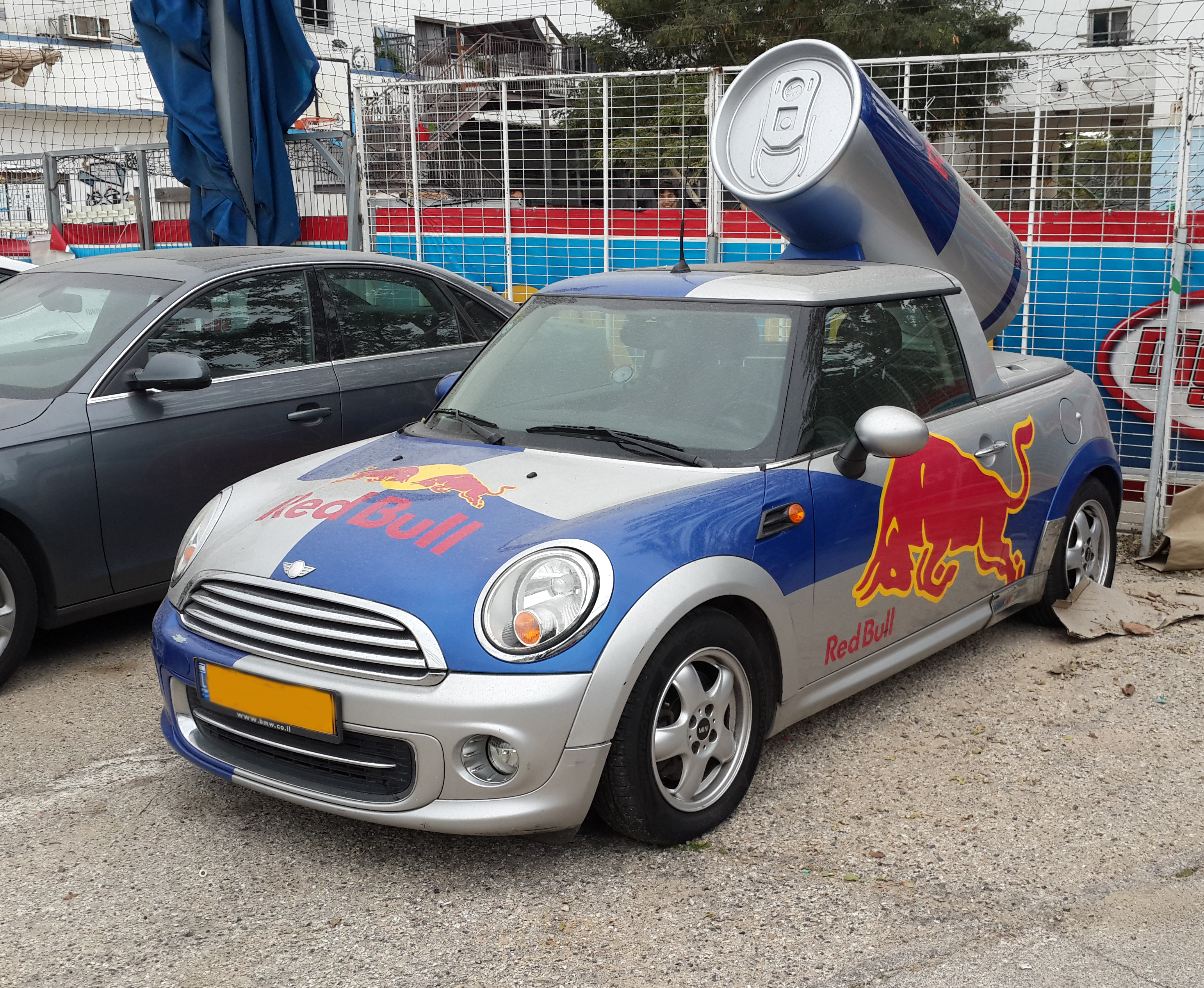
RedBull's productmobile
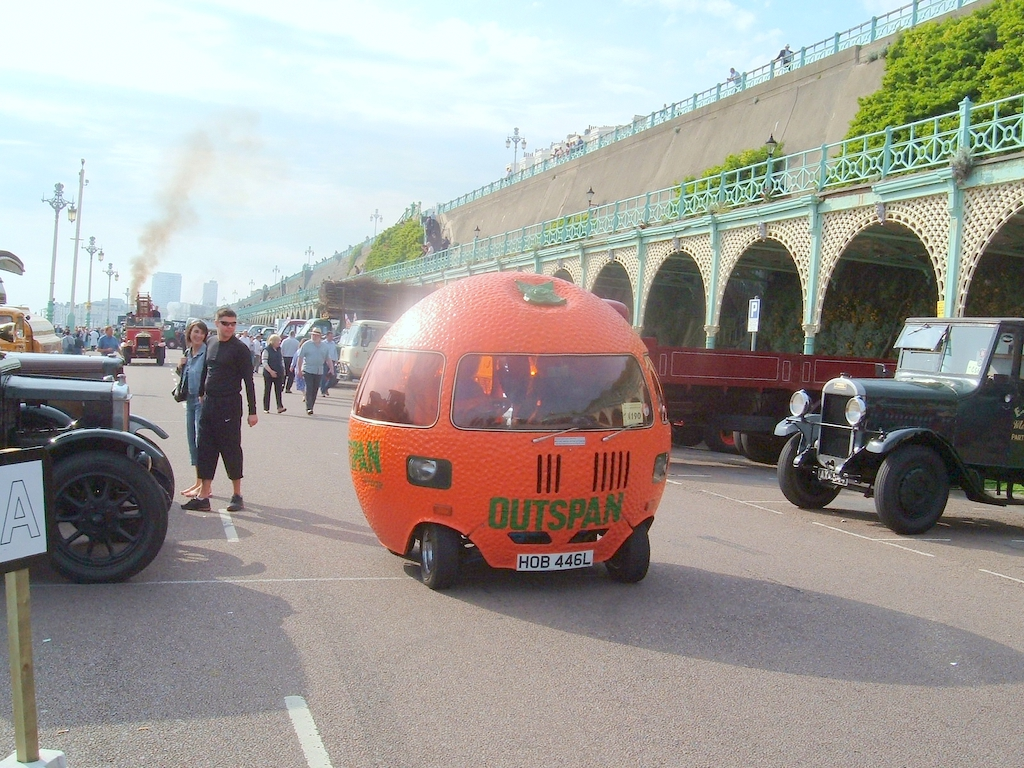
Outspan Orange's car
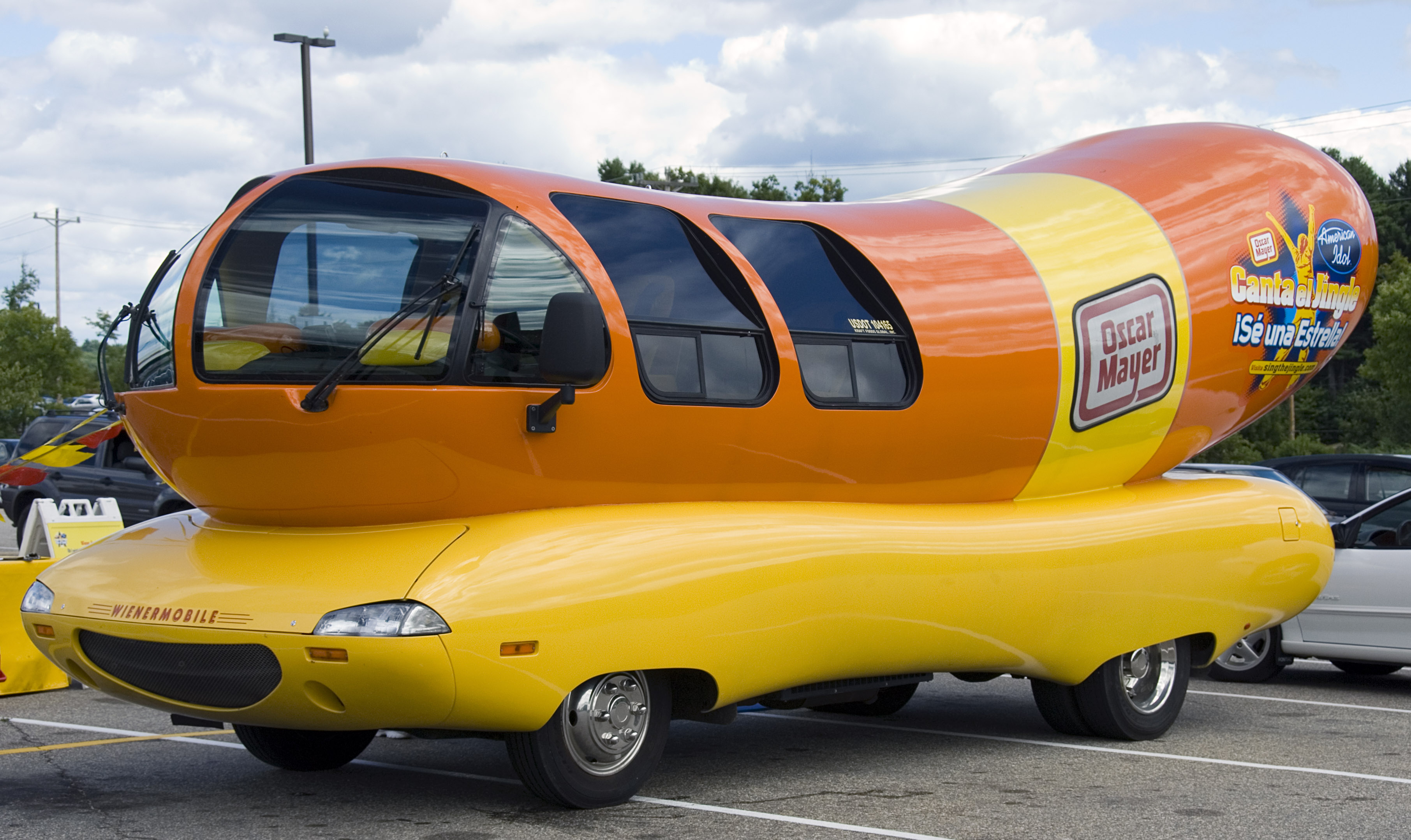
Versão 2007 do Wienermobile
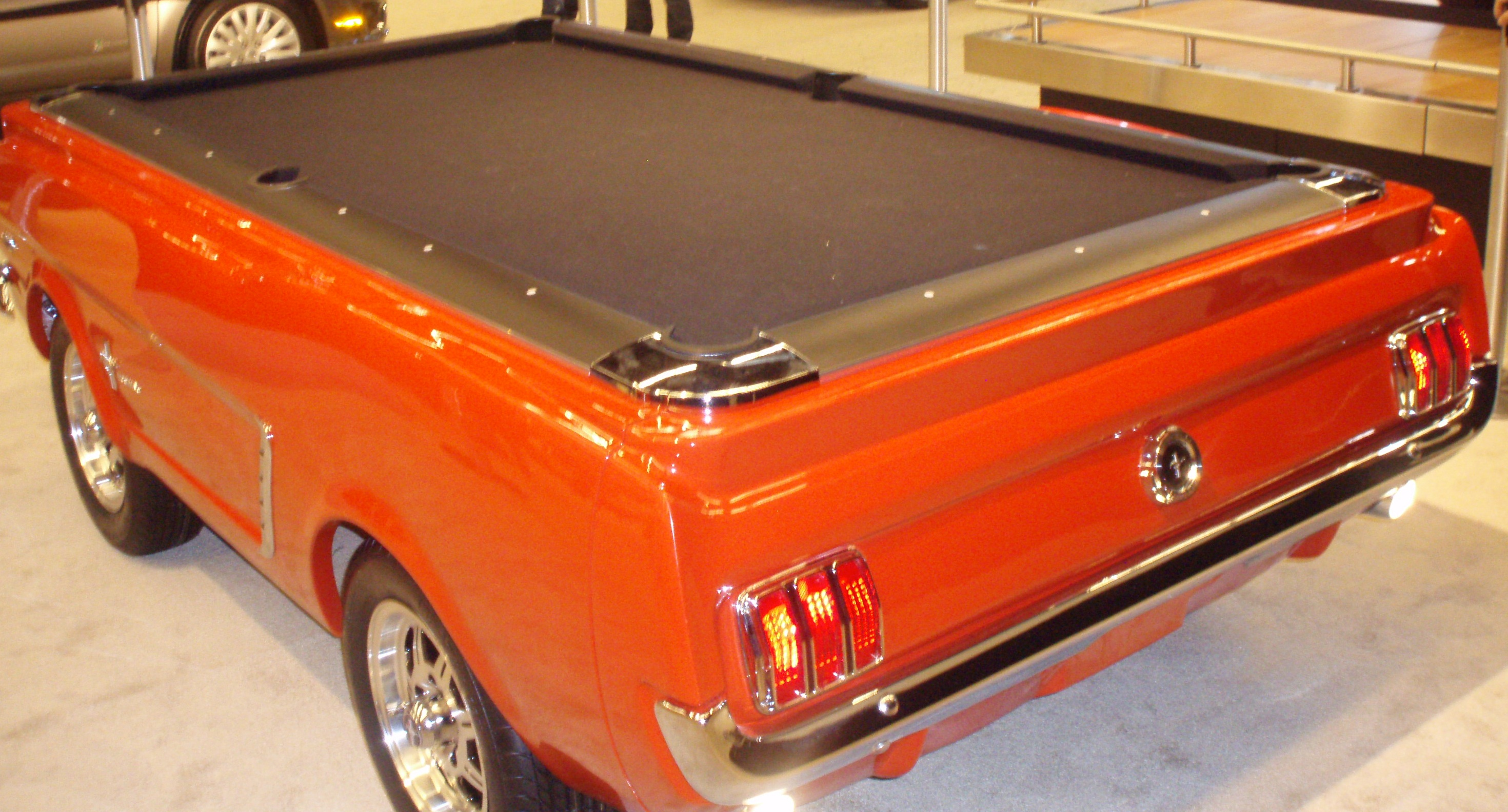
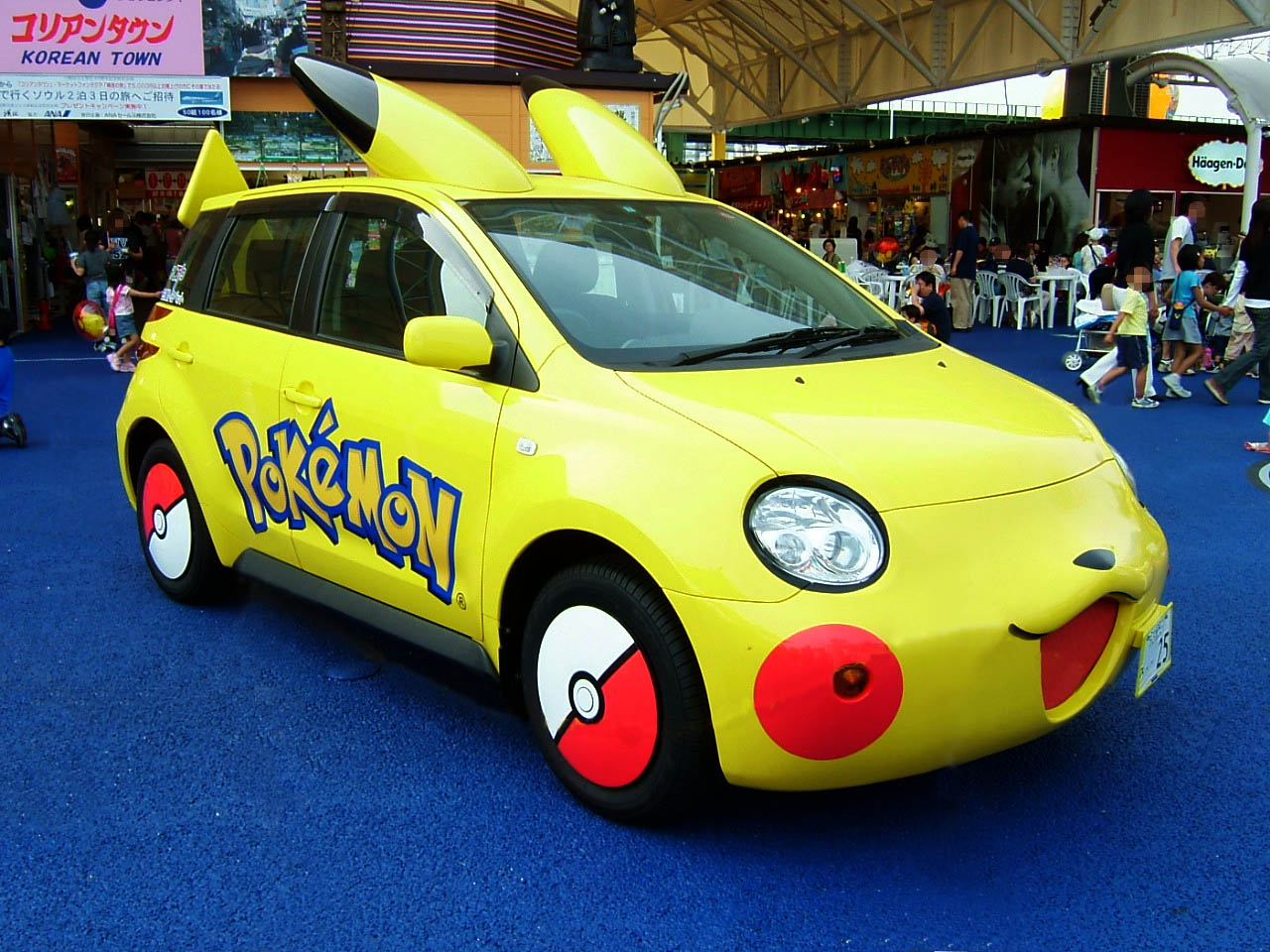